# Agent Orange

Struktura chemiczna 2,4-D

Struktura chemiczna 2,4,5-T

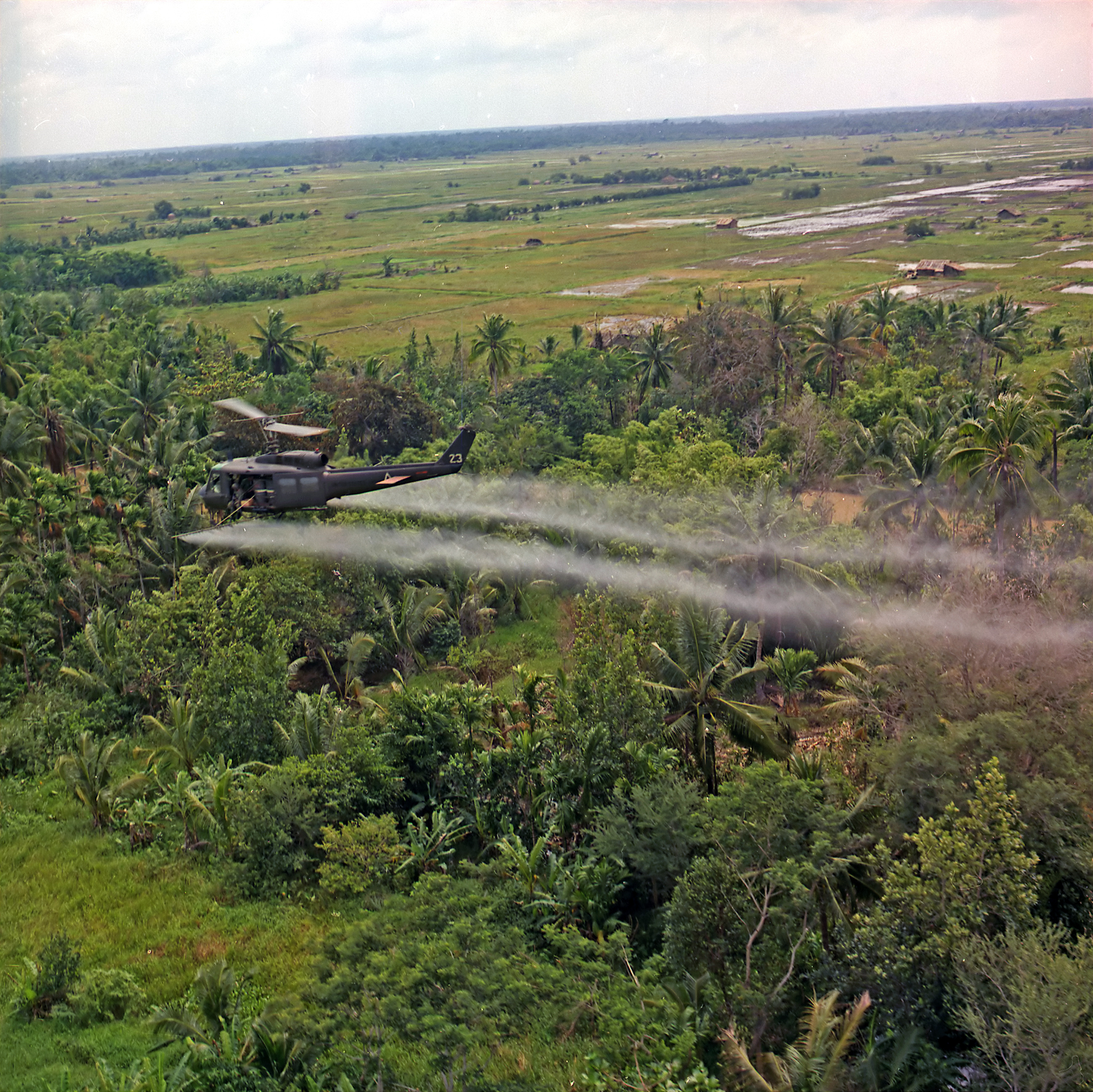
Opryski defoliantami w delcie Mekongu

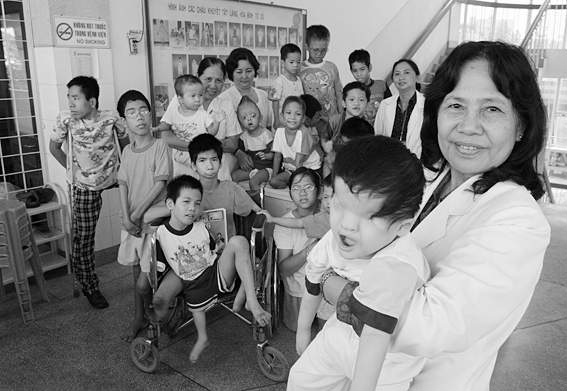
Grupa niepełnosprawnych dzieci, w większości ofiar czynnika pomarańczowego.

Agent Orange (z ang. czynnik pomarańczowy, środek pomarańczowy, mieszanka pomarańczowa) – oznaczenie wojskowe (USA) preparatu fitotoksycznego stosowanego na masową skalę (ok. 10 mln galonów) podczas wojny w Wietnamie (w latach 1961–1971). Jeden z tęczowych herbicydów.

## Składniki mieszanki pomarańczowej
- Kwas 2,4-dichlorofenoksyoctowy (2,4-D) – 50%
- Kwas 2,4,5-trichlorofenoksyoctowy (2,4,5-T) w postaci estrów n-butylowych – 50%

## Właściwości fizyczne i chemiczne
Agent Orange jest ciemnobrązową, oleistą cieczą. Nie rozpuszcza się w wodzie. Krzepnie w temperaturze ok. −40 °C. Jest bardzo lepki, dlatego przed użyciem jest mieszany z olejem napędowym. Niszczy gumę i powłoki lakiernicze.

## Właściwości trujące
Jest silnym defoliantem. Niszczy rośliny dwuliścienne, uprawy warzywne, krzewy i drzewa liściaste. Powoduje opadanie liści i usychanie młodych pędów drzew po ok. 3–4 tygodniach. Niższe rośliny obumierają w czasie do kilku dni. Stosuje się dawki 15–50 kg/ha. Rośliny trawiaste są względnie odporne na działanie mieszanki pomarańczowej (do ich zniszczenia są potrzebne większe dawki).
Po czasie okazało się, że mieszanka pomarańczowa (jak również fioletowa, różowa i zielona) była zanieczyszczona TCDD – groźną dioksyną, która ma toksyczny wpływ na zdrowie ludzi wystawionych na jej działanie. Najczęstsze efekty, pojawiające się masowo wśród osób, które się zetknęły z tym preparatem w czasie wojny wietnamskiej, to charakterystyczne zmiany wyglądu twarzy (szczególnie widoczne u dzieci), także zwiększona podatność na choroby nowotworowe i różnego rodzaju upośledzenia oraz niedorozwój. Badania populacji wystawionych na działania dużej ilości dioksyn wskazują na zwiększone ryzyko zachodzenia różnego typu schorzeń, jak rak czy defekty genetyczne. Efekt długoterminowego działania niskich dawek nie został ustalony. Mieszanki niebieska i biała były częścią tego samego programu, ale nie wyzwalały dioksyn.

## Implikacje prawne
Od lat 80. XX wieku wytoczono kilka procesów firmom, które produkowały Agent Orange – były to między innymi Dow Chemical i Monsanto. W roku 1984 amerykańscy weterani otrzymali 180 mln dolarów odszkodowania. W tym samym roku weterani z Australii, Kanady i Nowej Zelandii otrzymali pozasądowe rekompensaty.
W 1999 roku 20 tysięcy Koreańczyków (obywateli Republiki Korei) wytoczyło proces przed sądem koreańskim. W styczniu 2006 Koreański Sąd Apelacyjny nakazał Monsanto i Dow Chemical wypłacić 62 miliony dolarów rekompensaty około 6,8 tys. osobom. Odszkodowania do tej pory nie dostał żaden mieszkaniec Wietnamu. 10 marca 2005 roku sędzia Jack Weinstein z Brooklyńskiego Sądu Federalnego oddalił sprawę wietnamskich poszkodowanych przez działanie Agent Orange, wytoczoną przeciw koncernom chemicznym, które produkowały defolianty i herbicydy.